# ديفيد إلسون
ديفيد إلسون (بالإنجليزية: David Elson)‏ هو مدير فني أمريكي، ولد في 26 أغسطس 1971 في إنديانابوليس في الولايات المتحدة.